# 마산동굴
마산동굴(馬山洞窟)은 대한민국 전북특별자치도 무주군 적상면에 있는 동굴이다. 1979년 12월 27일 전라북도의 기념물 제41호로 지정되었다. 

## 개요
마산동굴은 석회암으로 이루어진 동굴로, 적상산 근처의 노고봉 남쪽 놋쇠솥골 계곡에 위치하고 있다.
동굴은 입구가 좁고 경사가 급하여 한 사람이 겨우 들어갈 정도이며, 동굴 안에는 엷은 회색을 띤 벽과 엷은 홍색의 고드름처럼 생긴 종유석, 그리고 동굴 바닥에서 돌출되어 올라온 석순이 아름답게 펼쳐져 있다.
마산동굴은 기기절묘한 형태의 생성물들로 이루어져있는 아름다운 동굴로 대자연의 신비를 간직하고 있는 석회암 천연동굴이다.

## 참고 자료
- 마산동굴 - 국가유산청 국가유산포털